# Día de la Afrocolombianidad

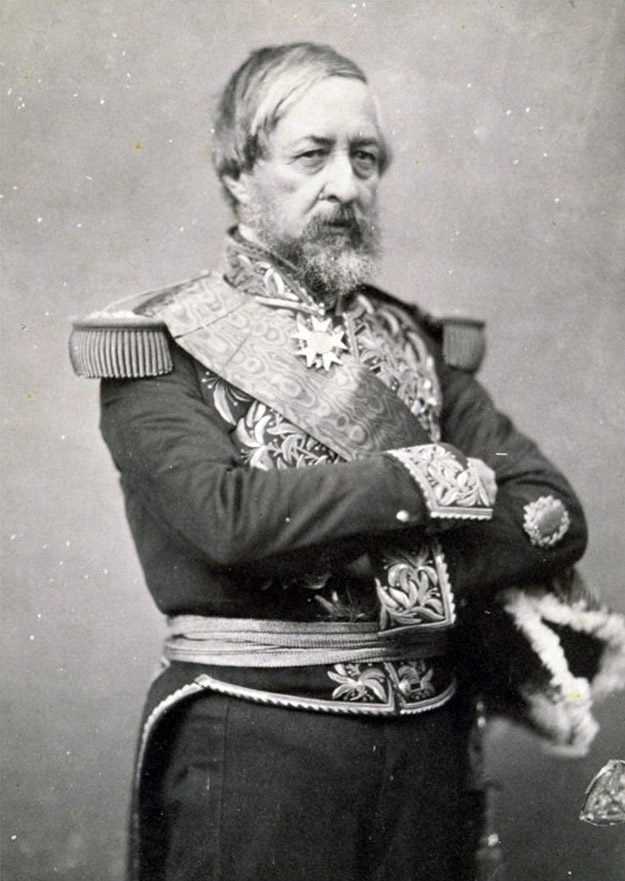
José Hilario López, 27º Presidente de Colombia el cual en su gobierno decretó la abolición permanente de la esclavitud en Colombia.

El 21 de mayo en Colombia, es celebrado el día nacional de la Afrocolombianidad, declarado por el Congreso de la República como una fecha para rendir sus aportes y reivindicación de sus derechos, en la fecha exacta en que se abolió la esclavitud en Colombia, en 1851.
En esta fecha además se conmemora el Día Mundial de la Diversidad Cultural para el Diálogo y el Desarrollo, proclamado por la Unesco en 2001.